# Piódão
Piódão is een plaats (freguesia) in de Portugese gemeente Arganil en telt 224 inwoners (2001). Vrijwel alle huizen zijn gebouwd van leisteen, wat uniek is in deze regio van Portugal.